# La fuga (película de 2010)
La fuga es una película puertorriqueña dirigida por Edmundo H. Rodríguez sobre un guion de Gilberto A. Rodríguez. Está protagonizada por Gladys Rodríguez, Walter Rodríguez, Myrna Casas ,René Monclova y Sandra Teres que se estrenó el 14 de febrero de 2010 en canal 6 WIPR de Puerto Rico. 

## Reparto
- Gladys Rodríguez
- Walter Rodríguez
- Myrna Casas
- René Monclova
- Sandra Teres
- Elán Allende
- Camila Monclova
- Fernando Castro Álvarez
- Jonathan Cardenales
- Yadiliz Barbosa
- Rocky Venegas

## Sinopsis
La película muestra las interioridades de la familia Orama, dueña de la hacienda San Pedro, que durante generaciones se ha dedicado al cultivo del café. La familia, que es muy celosa de sus tradiciones y orgullosos de su café gourmet, se prepara para la boda de su hija menor, Isabel, con su novio Gerardo, sin embargo, a pocos días de la boda, ella planea fugarse y abandonar al novio. 

## Comentarios
El actor René Monclova, uno de los protagonistas afirmó: “Es una película hecha por puertorriqueños para puertorriqueños. Es una película de historia, no de efectos especiales, ni tiros, aviones, ovnis ni zombis. Es una historia de una familia con una trayectoria y costumbres establecidas. En la trama, llega este ser de afuera que no entiende, pero al final rescata lo importante, el sentido de lo que es una familia”.
Por su parte la actriz Camila Monclova, que también actúa en el filme opinó: “Es una película para sentirse bien, como la taza de chocolate caliente. Una película muy tierna y rescata algo de lo que es la cultura puertorriqueña, la cuestión del café. Es muy mágica y retrata de una manera bonita a Puerto Rico con sus paisajes”, agregando que para ella es esencial que los filmes no imiten ninguna cultura con miras a apuntar a un premio, sino que sean entendidos y disfrutados por los puertorriqueños.